# Cycle biogéochimique

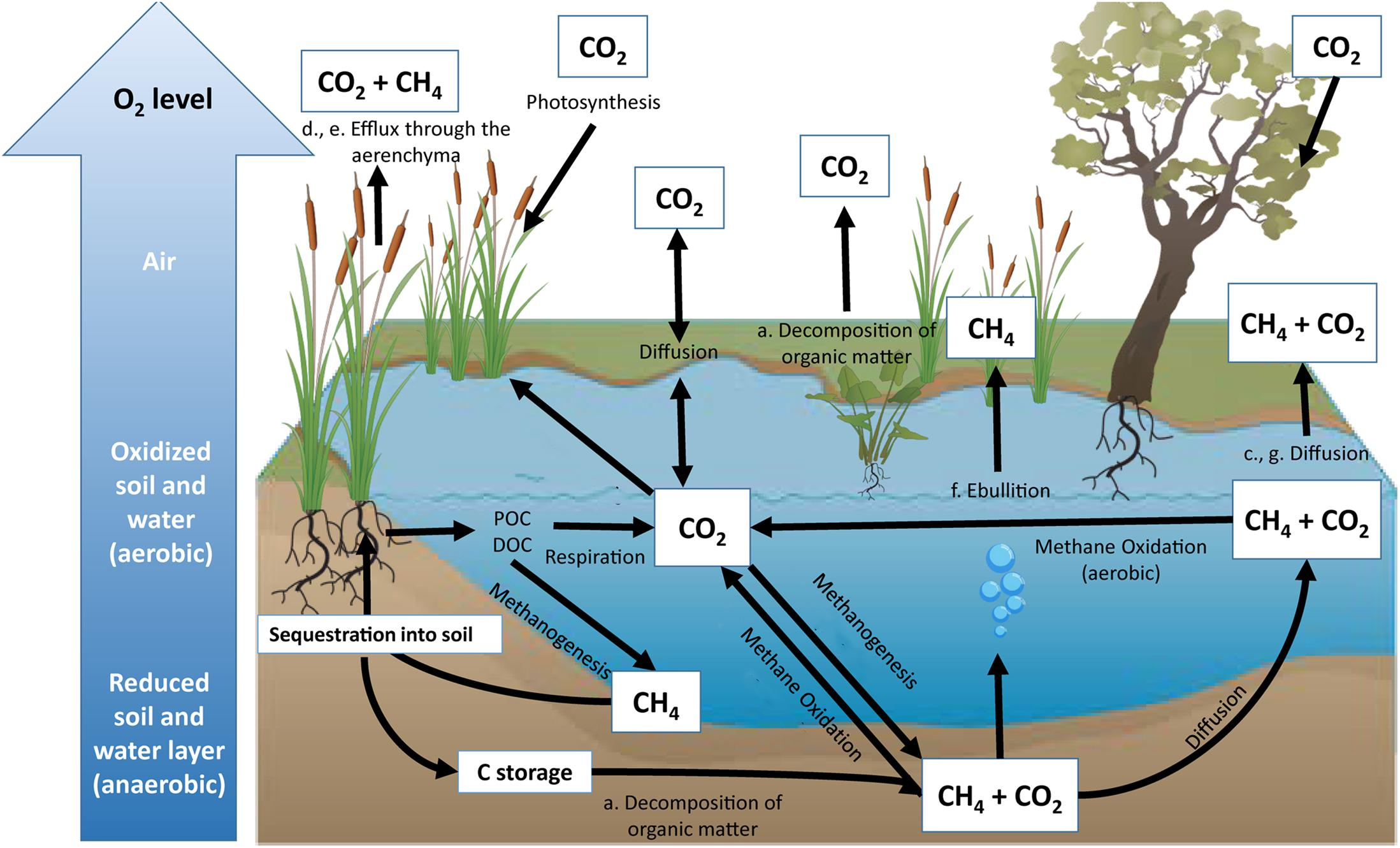
Cycle du carbone d'une zone humide.

Un cycle biogéochimique est le processus de transport et de transformation cyclique (recyclage) d'un élément ou composé chimique entre les grands réservoirs que sont la géosphère, l'atmosphère, l'hydrosphère, dans lesquels se retrouve la biosphère.
Un tel cycle induit souvent des passages de l'état organique à l'état minéral au sein de la biosphère. Les divers cycles en interaction confèrent à la biosphère une capacité de régulation, appelée homéostasie. Celle-ci est à la base de la pérennité des écosystèmes, grâce à la grande stabilité qu'elle assure, tout du moins en dehors des interventions humaines et phénomènes géoclimatiques exceptionnels.
Lorsque l'élément impliqué est un nutriment essentiel, ce processus correspond à un cycle des nutriments.

## Cycles
Les cycles les plus importants dans la nature sont le cycle de l'azote, le cycle du carbone, le cycle de l'eau, le cycle de l'hydrogène, le cycle de l'oxygène, le cycle du phosphore, le cycle du sélénium, le cycle du silicium, le cycle du soufre, ainsi que les cycles des métaux. Ces grands cycles biogéochimiques sont étroitement liés à la tectonique des plaques et à l'océan, les fonds marins jouant un rôle crucial dans leur fonctionnement.

Principaux cycles biogéochimiques globaux
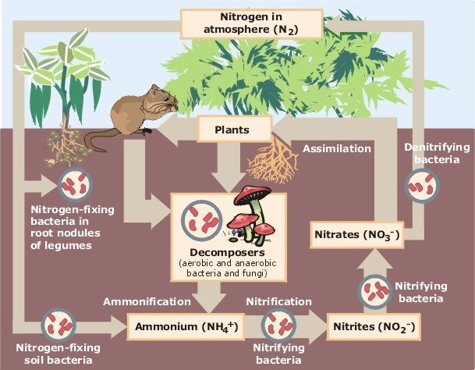
Diagramme du cycle de l'azote.
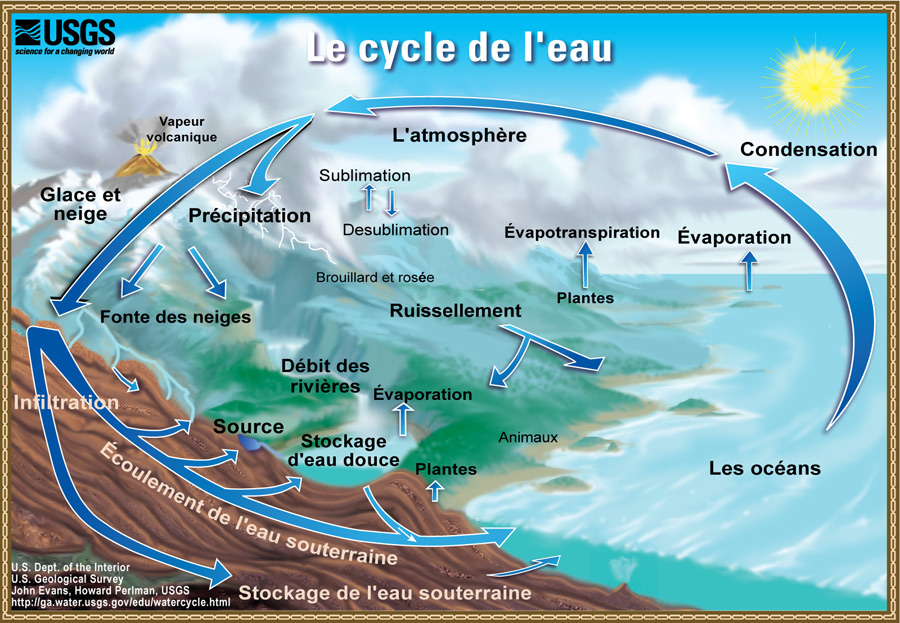
Diagramme du cycle de l'eau.
Diagramme du cycle du carbone.
Diagramme du cycle de l'oxygène.
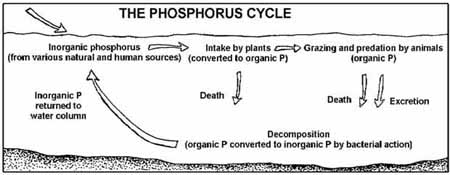
Diagramme du cycle du phosphore.
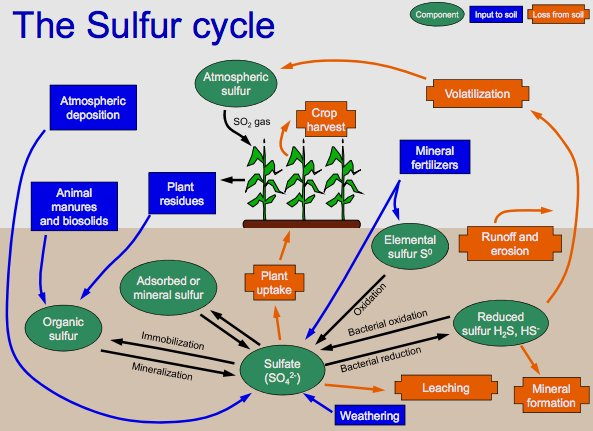
Diagramme du cycle du soufre.
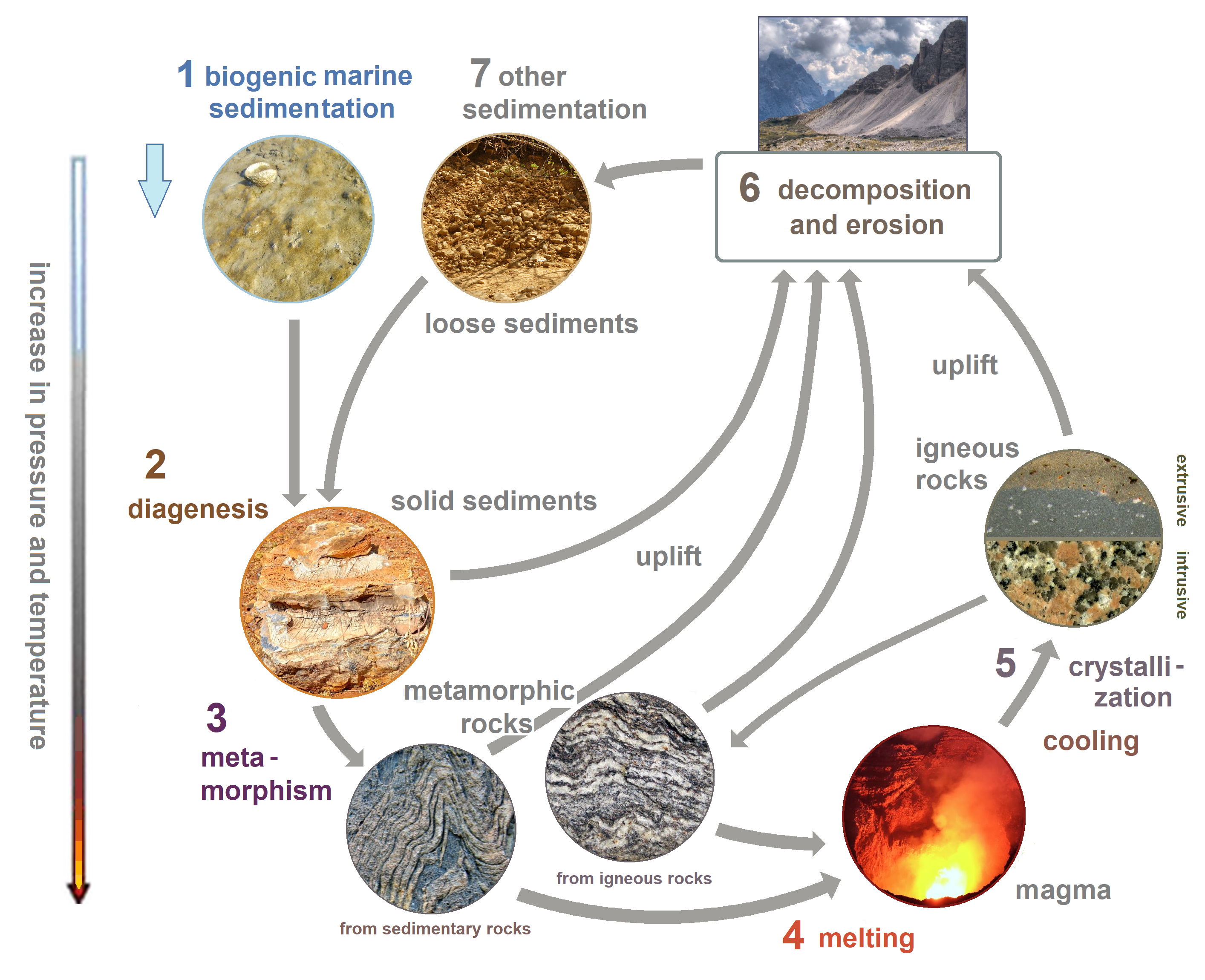
Diagramme du cycle de la roche.
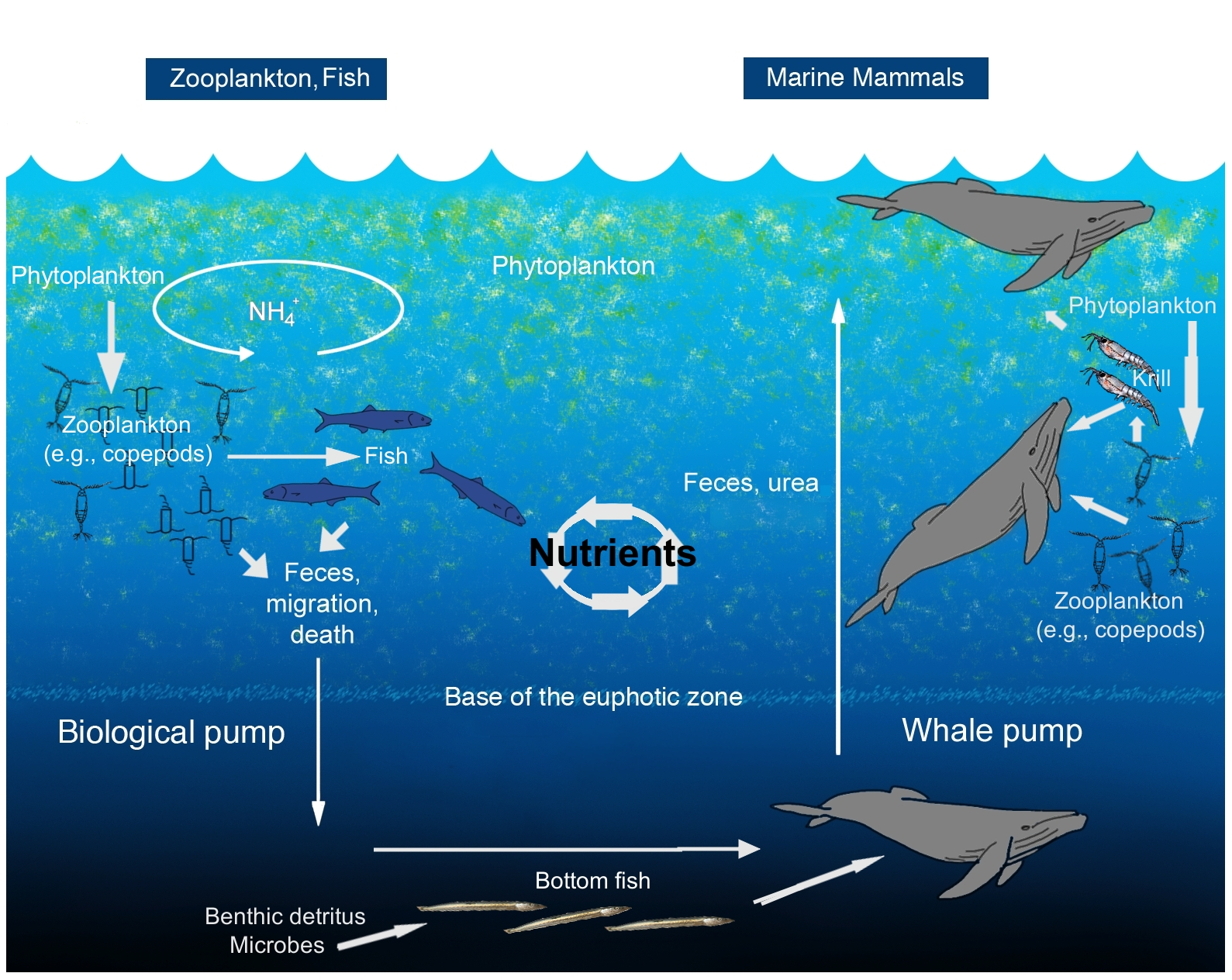
Diagramme du cycle des nutriments.
Diagramme d'un réseau trophique.
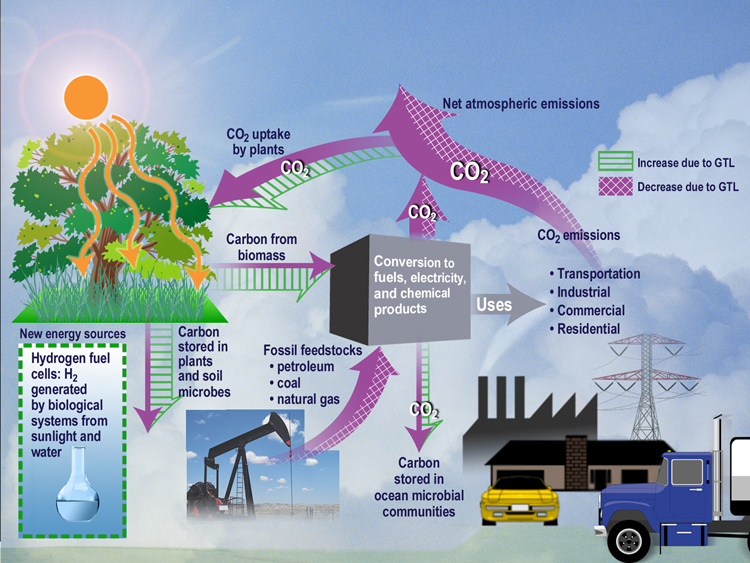
Le CO2 dans un écosystème.